# Союз евангельских христиан-баптистов Азербайджана
Союз евангельских христиан-баптистов Азербайджана (СЕХБА) — протестантская христианская организация Азербайджана, придерживающаяся баптистского вероучения. В Азербайджане существует 25 поместных общин ЕХБ, входящих в СЕХБА и объединяющих 3100 верующих, сознательно и последовательно исповедующих и практикующих свою веру (2009).

## Организационная структура
Председатель Союза – Зинченко Илья Тихонович. Генеральный секретарь – Эльвин Мирзоев.

## Международная деятельность
СЕХБА входит в следующие международные христианские организации:
- Евро-Азиатская федерация союзов евангельских христиан-баптистов
- Всемирный союз баптистов
- Европейская баптистская федерация